# Regnellianum

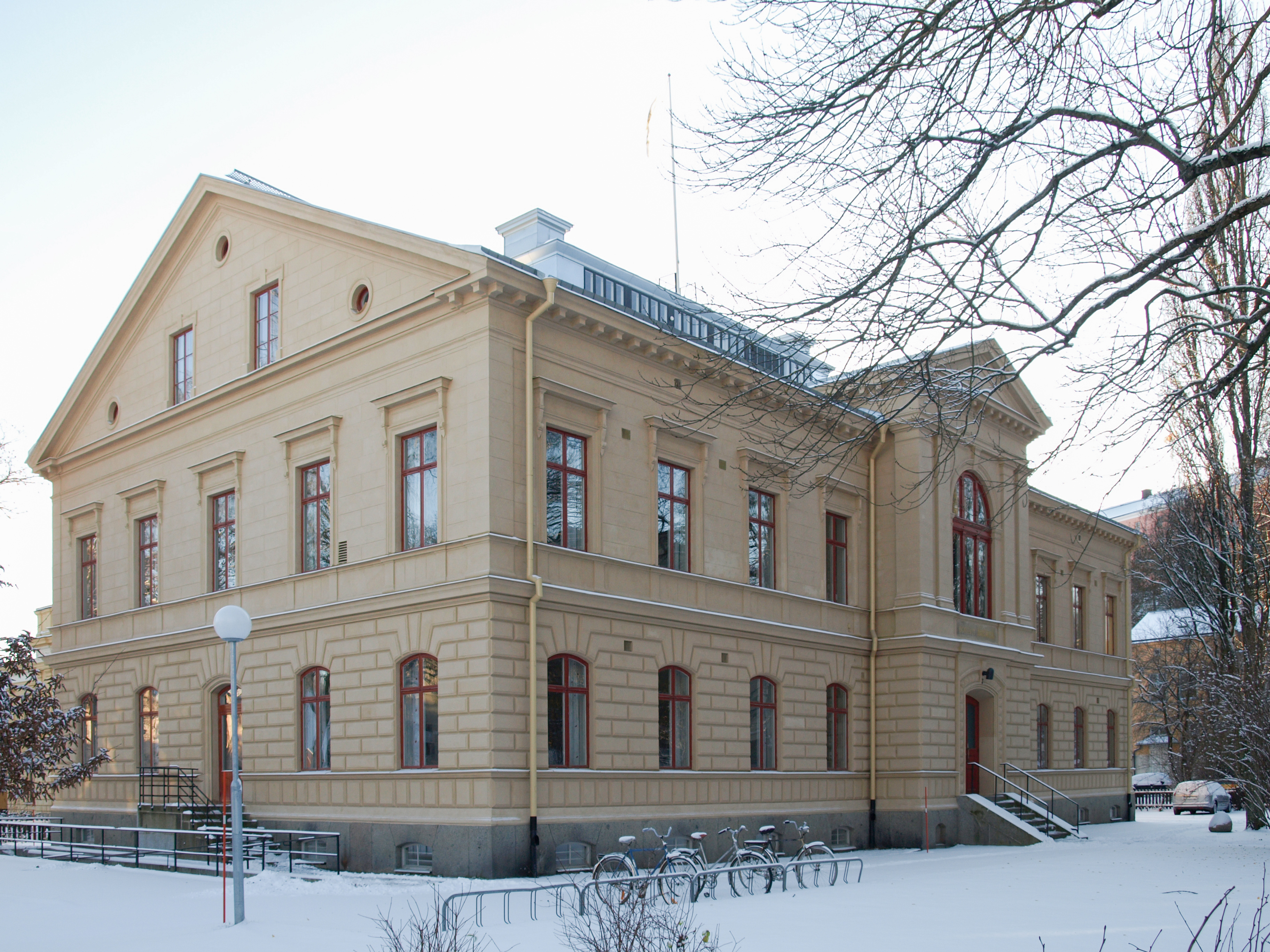
Sidan av Regnellianum i november 2008.

Regnellianum är en byggnad i Uppsala uppförd 1891–1892 av arkitekt Carl Axel Ekholm och uppkallad efter donatorn Anders Fredrik Regnell.
Regnellianum ligger i hörnet av Trädgårdsgatan och Slottsgränd, gränsande till Östgöta nation. Byggnaden uppfördes efter en donation av Anders Fredrik Regnell, vilket fasadinskriptionen DONAVIT REGNELL vittnar om. Regnell var läkare och blev även promoverad till doktor. Regnellianum användes av Uppsala universitet fram till 1968 som fysiologisk och patologisk institution. 1981-1982 gjordes en stor ombyggnad för att anpassa huset till Teologiska institutionens behov.
Regnellianum blev ett statligt byggnadsminne 1993. Under 2007 utfördes en renovering av fastigheten varvid bland annat byggnadens ursprungliga målningsarbeten återskapades. Efter att hyrts ut som kontor efter att Teologiska institutionen flyttat från platsen anpassas lokalerna under hösten 2015 för att inhysa Dag Hammarskjöld och Juridiska biblioteket från och med 1 januari 2016.